# Great Ormside
Great Ormside is een dorp in het bestuurlijke gebied Eden, in het Engelse graafschap Cumbria. Het maakt deel van de civil parish Ormside. Het heeft een kerk, waarvan de oudste delen uit de elfde eeuw stammen.